# Tortuga de Horsfield
La tortuga rusa, tortuga afgana, tortuga d'Horsfield o tortuga de l'estepa (Testudo horsfieldii) és una espècie de tortuga terrestre de la família Testudinidae àmpliament distribuïda per Euràsia. Es tracta d'una espècie completament herbívora i s'alimenta principalment d'herbes silvestres. És una espècie del gènere Testudo molt propera a les tortugues mediterrànies Testudo hermanni i Testudo graeca.

## Distribució
Es distribueix per les estepes del sud de Rússia, Afganistan, Xina, Pakistan i diverses repúbliques  centreasiàtiques de l'extinta URSS com Kazakhstan, Turkmenistan i l'Uzbekistan.

## Taxonomia
Subespècies
- Testudo horsfieldii baluchiorum (Annandale, 1906), Balutxistan.

Closca lleugerament arquejada, base de color groc pàl·lid amb grans taques negres. Les potes, la cua i el cap són de color marró groguenc, amb algunes escates negres. Dimensions: 20 cm (femelles), 18 cm (mascles).
- Testudo horsfieldii horsfieldii(John Edward Gray, 1844), Armènia, l'Azerbaidjan, Kirguizstan, Tadjikistan, Iran, Afganistan, el Pakistan, Xina.

Forma occidental 
Closca plana, llisa i arrodonida amb més vores que les altres subespècies.
Al centre està gairebé totalment pla i es caracteritza per tenir colors bàsics marrons, oliva, o algunes vegades groc, amb dissenys negres (no sempre present) a cada escut. Dimensions: 23 cm (femelles), 20 cm (mascles).
Forma oriental 
Closca de color taronja-marró intens amb taques fosques no definides.
El cap i les potes són marrons. Dimensions: 20 cm (femelles), 18 cm (mascles).
- Testudo horsfieldii kazakhstanica (Chkhikvadze, 1988), el Kazakhstan, Turkmenistan, Uzbekistan.

La closca és lleugerament corbada com en la tortuga mediterrània (Testudo hermanni), varia de l'oliva a l'ocre-marró amb taques negres a l'àpex de cada escut. El cap i les potes estan tacades de negre. Dimensions: 21 cm (femelles), 18 cm (mascles).

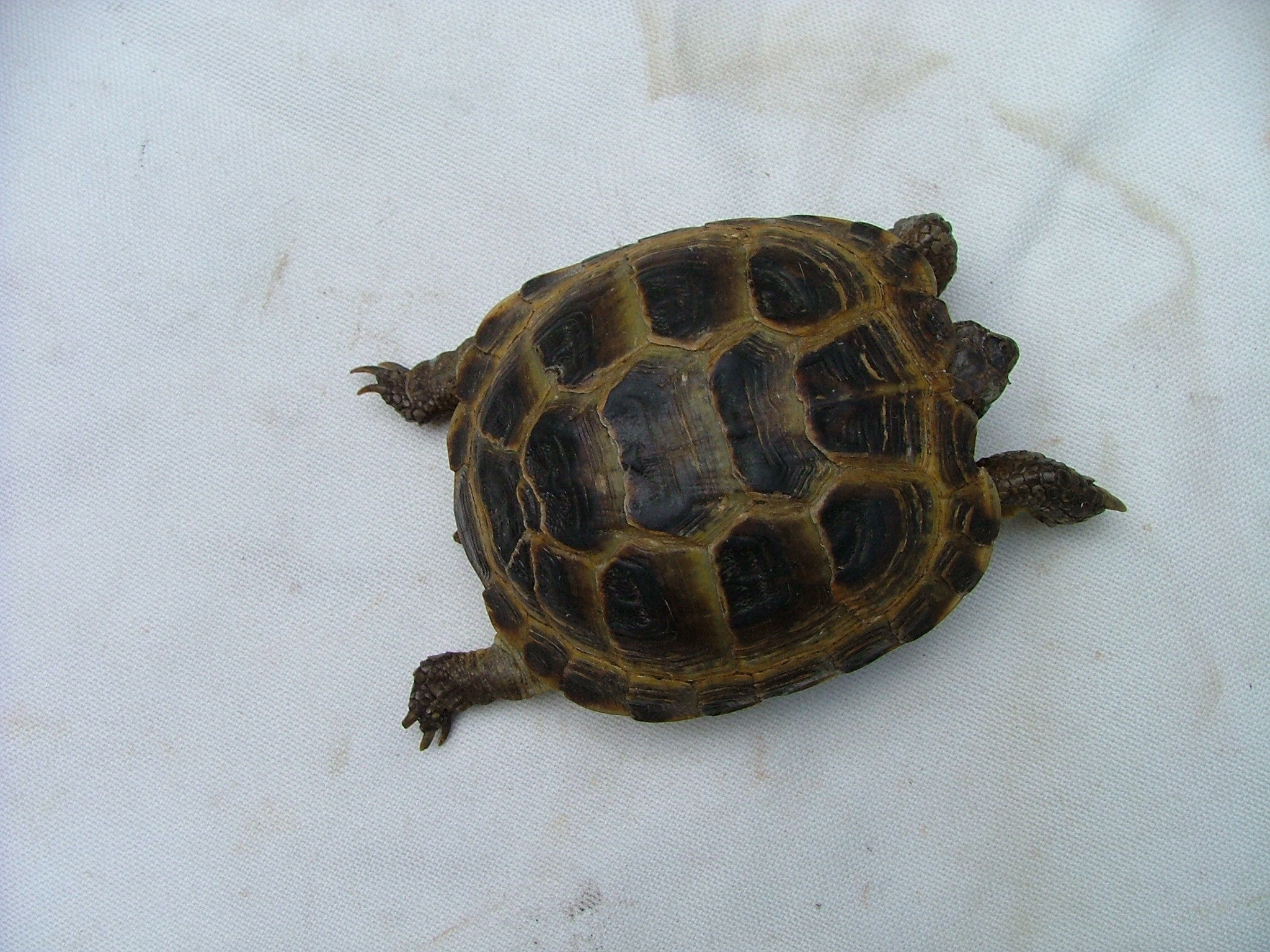
T. horsfieldii ssp. rustamovi

- Testudo horsfieldii rustamovi (Chkhikvadze, Amiranashvili i Ataev, 1990) Turkmenistan, Iran.

La closca té els escuts molt foscos i vorejats de groc. En comparació amb altres subespècies és més plana i més allargada. El cap i les potes són negroses o de color marró. Dimensions: 17 cm (femelles), 15 cm (mascles).

## Morfologia

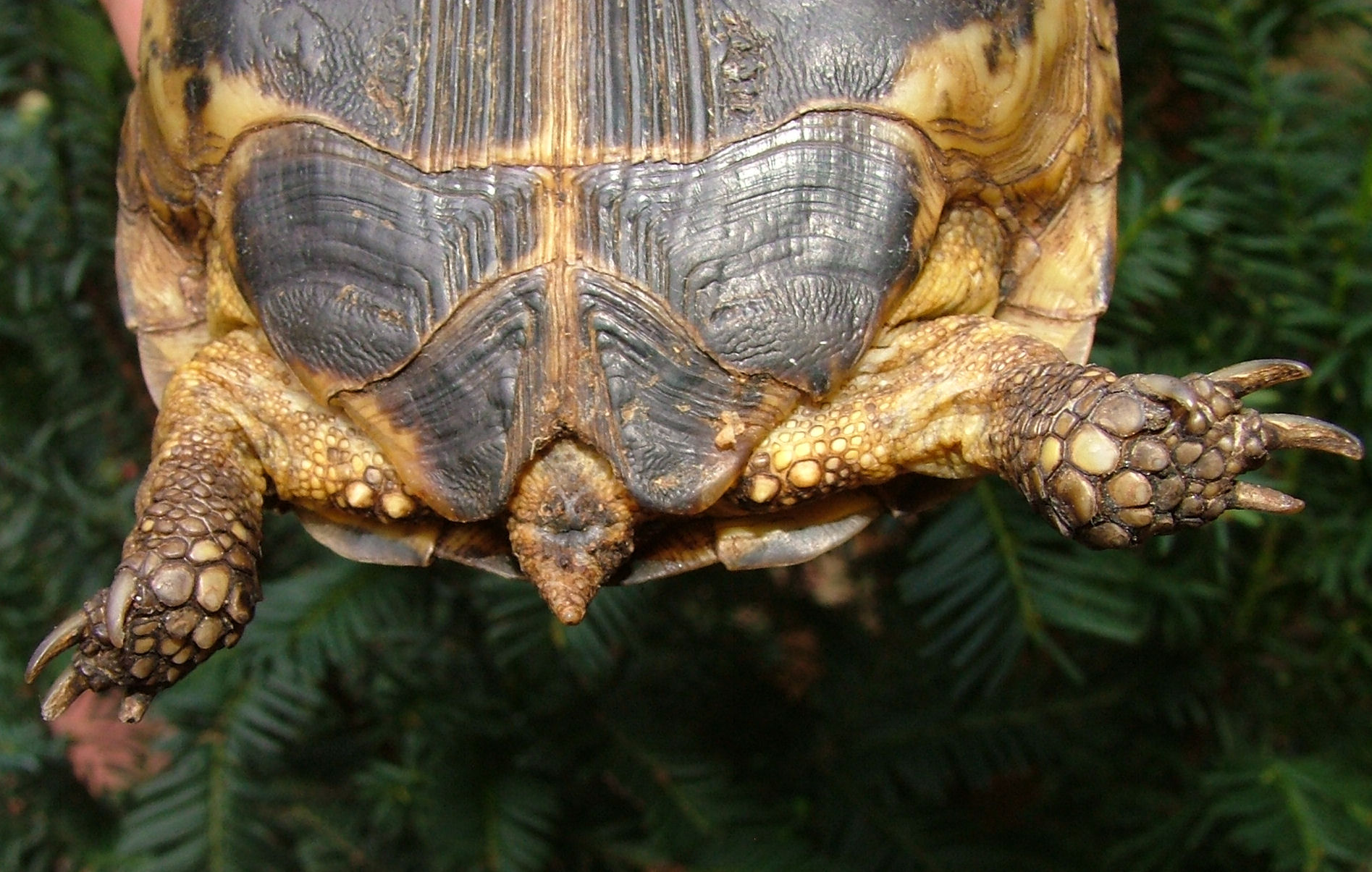
Esperons

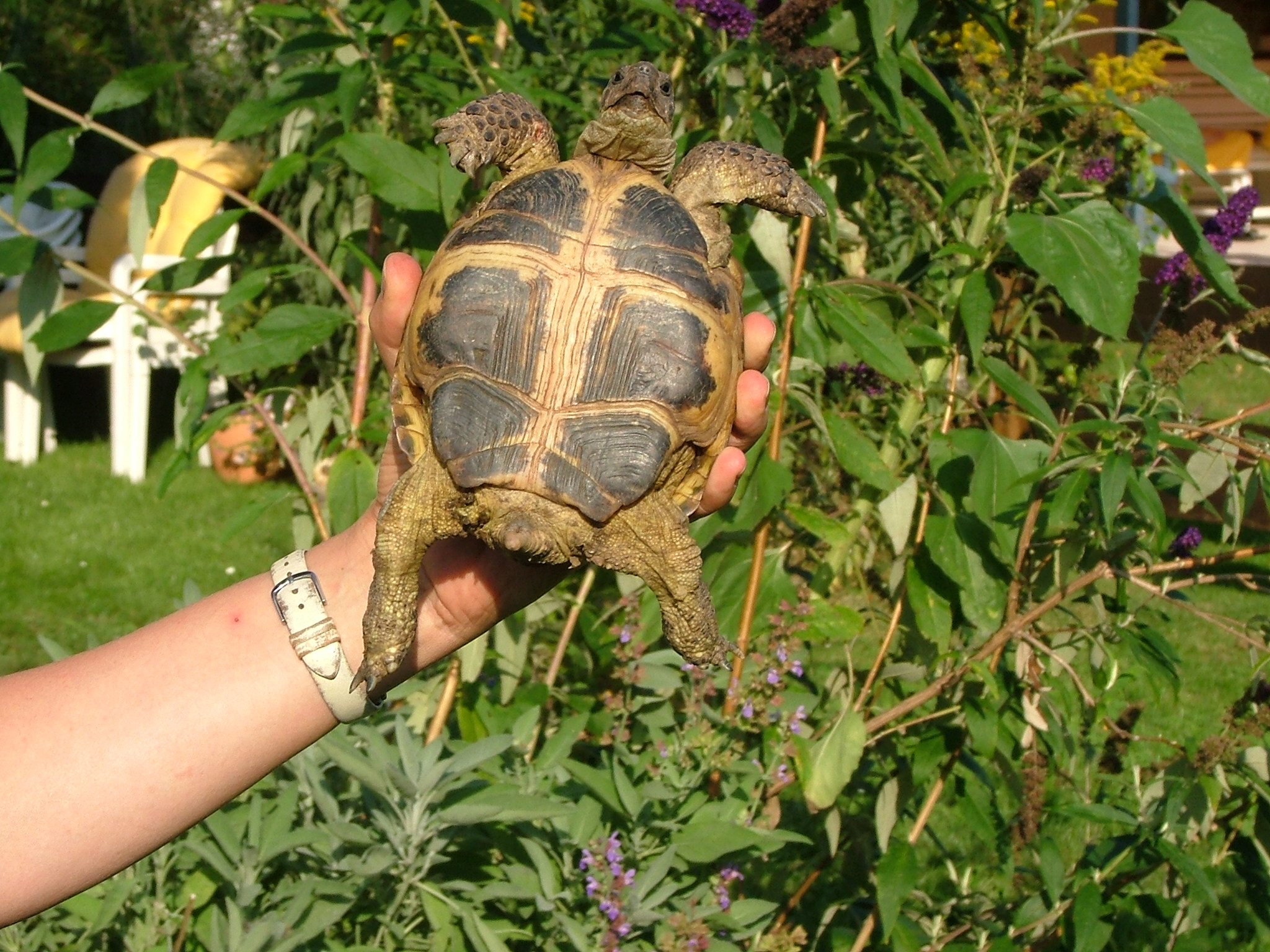
Plastró

- Les femelles fan entre 20 i 22 cm de llargària màxima, mentre que els mascles a penes assoleixen els 16-18.
- La closca, vista des de dalt, és rodona (o lleugerament ovalada) i aplanada, i pot ésser de color marró clar a marró fosc.
- El plastró és gairebé sempre de color negre.
- El cap i les extremitats són de color marró clar.
- La cua és més llarga en els mascles.
- Les extremitats anteriors són molt robustes i presenten quatre ungles ben desenvolupades.
- En el moment de néixer, té la closca rodona i de color groc i negre, fa entre 3 i 3,4 cm de llargada i pesa 8-11 g.[3]

La tortuga d'Horsfield té una closca rodona i aplanada de color marró amb tonalitats d'ocre groc i oliva, depenent de la subespècie. Els escuts del centre es tenyeixen de color negre i els escuts del plastró són negres amb vores clares. En aquesta espècie l'àpex de la cua acaba en un esperó corni, més petit que el de la tortuga mediterrània (Testudo hermanni), i la placa supracaudal està unida. Cada pota té quatre ungles fortes, la principal característica que la diferencia de les altres espècies del gènere Testudo (que tenen cinc ungles), per això sovint és anomenada la "tortuga de quatre ungles". Té un o més parells de tubercles petits en l'interior de les cuixes, aquests petits esperons en els mascles són més grossos, però no són tan grans com els de la tortuga mora (Testudo graeca).

## Revisió de la classificació
Segons les últimes dades moleculars i la morfologia, sobretot la forma de la closca i el fet de tenir quatre ungles, s'ha proposat una nova classificació i la fragmentació del gènere Testudo per canviar l'espècie T. horsfieldii al gènere Agrionemys, del que seria la seva única espècie.
Però segons els estudis genètics és evident la seva proximitat amb el gènere Testudo, sobretot amb la tortuga mediterrània (Testudo hermanni), amb la qual ha tingut híbrids en captivitat. La prova de la connexió entre les dues espècies és la fertilització dels ous amb el naixement d'híbrids. Per aquesta raó també s'ha proposat agrupar les dues espècies en el grup Agrionemys, formant la tortuga mora (Testudo graeca) i la tortuga marginada (Testudo marginata) un altre grup, ja que segons els estudis genètics la tortuga mora (T. graeca) és més propera a la tortuga marginada (T. marginata) que a la tortuga mediterrània (T. hermanni).

## Dimorfisme sexual
El reconeixement del sexe es du a terme a través de la identificació dels caràcters sexuals secundaris. Els mascles tenen una cua llarga, forta i gruixuda a la base, són molt més petits que les femelles i tenen el cap més gran. L'obertura cloacal lluny de la base de la cua és més gran en els mascles. Els mascles adults tenen una concavitat més pronunciada en el plastró per facilitar el muntatge a la closca de la femella, el plastró de les femelles, els joves i subadults és plana. L'angle format pel plastró anal és molt més gran en els mascles, l'alçada de la mateixa però, és major en la femella, l'escut supracaudal del mascle es corba cap avall i la femella està d'acord amb la resta de la closca.

## Reproducció
Immediatament després de despertar-se de la hibernació, el mascle comença la persecució de la femella amb un ritual que inclou seguir la femella i mossegar les seves potes o colpejar la seva closca. El mascle puja a l'esquena de la femella per copular. El mascle treu el penis, contingut dins la cua gruixuda, i emet l'únic so que fan aquests rèptils, altrament muts. La femella pot arribar a trigar quatre anys a concebre, perquè pot conservar el semen en un òrgan de l'oviducte.
En estat silvestre, els mascles assoleixen la maduresa sexual en arribar als 6-7 anys, mentre que les femelles necessiten entre 2 i 3 anys més. Els mascles, en el moment d'aparellar-se, poden ésser molt agressius amb les femelles arribant a l'extrem de voler mossegar llurs potes i el cap.

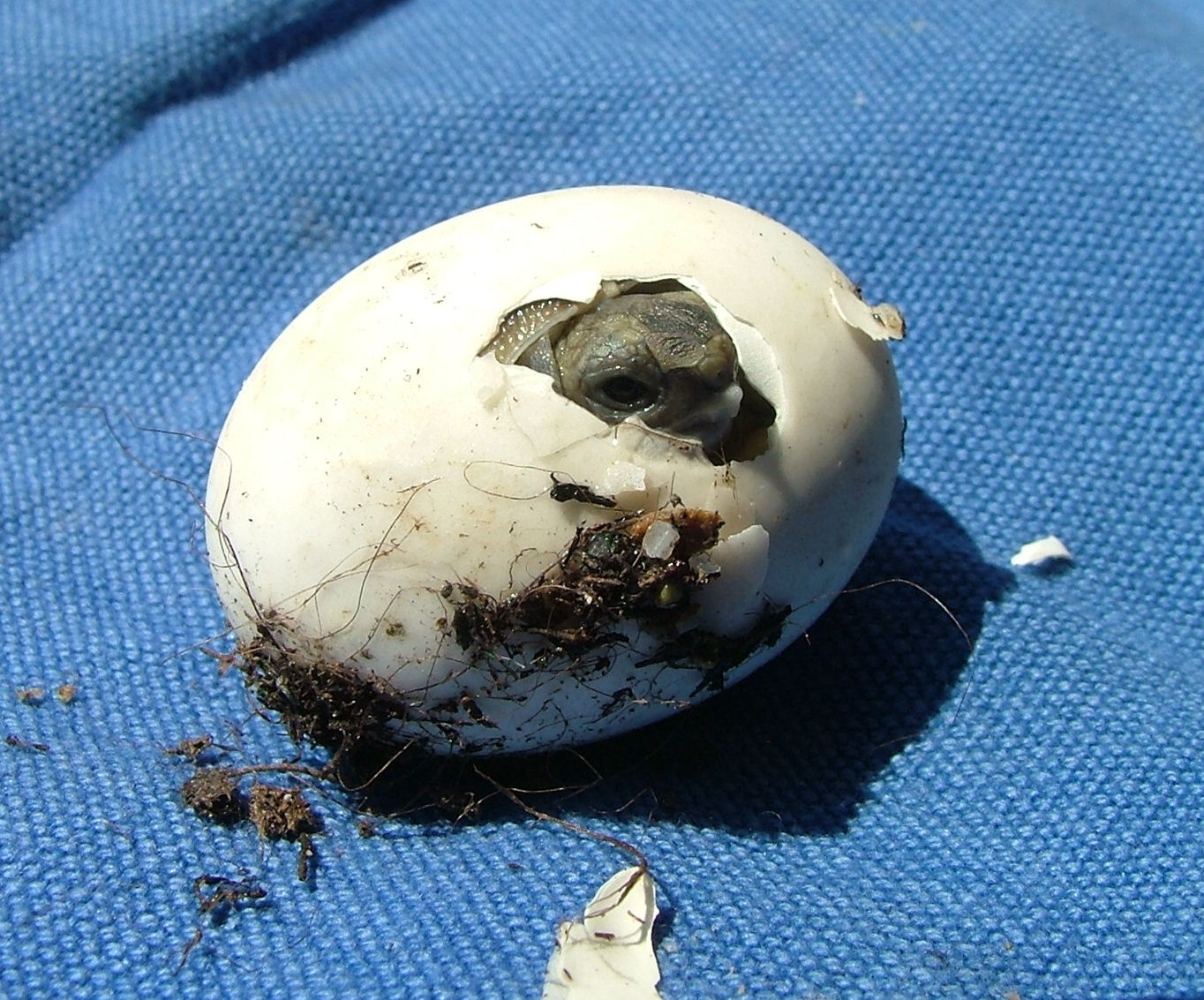
Eclosió de l'ou

Les espècies de Testudo són  ovípares: ponen els ous en forats excavats al sòl per la femella amb l'últim parell de potes. Les femelles de ponen ous tres o quatre vegades a l'any, entre maig i juny. El nombre d'ous depèn de la mesura de l'exemplar, però són entre quatre i vuit.
El temps d'incubació, d'entre dos i tres mesos (neixen a l'agost o al setembre), i el sexe dels nounats varien en funció de la temperatura ambiental. Si la temperatura d'incubació és inferior a 31,5 °C predominaran els mascles, i si la temperatura és superior, hi haurà més femelles. Temperatures inferiors a 26 °C o superiors a 33 °C provoquen malformacions o la mort de l'embrió. Al moment de l'eclosió, sovint facilitat per un dia plujós, la cria utilitza per trencar la closca l'anomenada "dent d'ou", un tubercle corni situat entre el nas i el maxil·lar superior destinat a desaparèixer en pocs dies. La sortida de l'ou pot durar 48 hores fins que absorbeix el sac vitel·lí per complet. Filogenèticament és a prop de la tortuga mediterrània (Testudo hermanni), la prova de la connexió entre les dues espècies és la fertilització dels ous amb el naixement d'híbrids.

## Alimentació

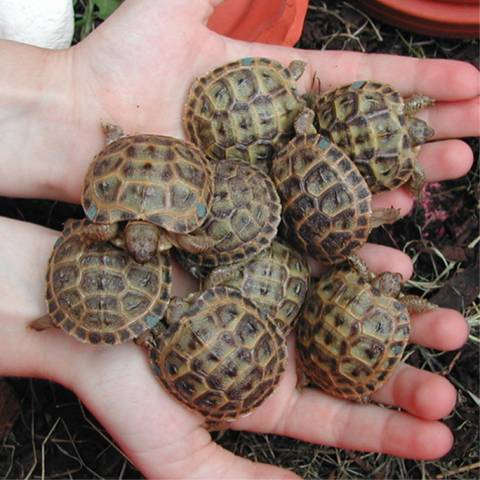
Nounats de T. horsfieldii

Són rèptils purament vegetarians. Els exemplars salvatges viuen en un hàbitat caracteritzat per llargs períodes de sequera i s'alimenten d'herba seca, en aquestes condicions han de complementar la seva dieta menjant artròpodes o excrements. S'alimenten de flors i herbes. La seva alimentació ha d'estar basada en vegetals i hortalisses. Se'ls ha de proporcionar plantes silvestres, com alfals, cards, dent de lleó, trèvol, milfulles, lligabosc, romaní, fulles de morera, sàlvia i melissa. Hi ha molts aficionats que també els donen figues de moro i pales de figuera de moro (Opuntia sp.), A la qual prèviament se li han de treure les broquetes i la pell. Se'ls pot oferir també col, espinacs, bròquil, enciam, sempre nets de pesticides. És molt important que la major part d'aliment siguin plantes silvestres, ja que les hortalisses contenen massa proteïnes. És possible també veure que s'alimenten de vegades d'animals morts i carronya. Es recomana que es planten les plantes silvestres anteriorment esmentades i algunes hortalisses perquè les tortugues les tinguin sempre a mà i se les mengin quan més els vingui de gust. Se'ls pot donar pinso especial per a tortugues terrestres barrejat amb la resta de menjar. Això sí, sempre és millor plantes i verdura fresca.
No és recomanable donar-los fruita, ja que conté poca fibra i massa sucre. La xicoira, la xicoira vermella, els créixens i els canonges són vegetals aptes per alimentar les tortugues gràcies a la seva riquesa en calci respecte al fòsfor i per les fibres que contenen. Altes dosis de proteïnes o de fòsfor juntament amb una minsa ingestió de calci provoquen deformacions permanents de la espaldar i danys en els òrgans. També serà recomanable que se'ls afegeixi calci al seu aliment, per enfortir els seus ossos i la seva closca. S'haurà també tenir en compte que necessiten tenir a mà un bol amb aigua fresca. No ha de tenir més de 5 o 10 cm de profunditat, i l'aigua serà renovada cada dia. Habitualment acudiran al bol per a beure i per a banyar-se. També tenen la distinció de ser capaç d'alimentar de les espècies de plantes molt tòxiques per als mamífers herbívors com el Ranunculaceae i les roselles. Això permet per limitar el nombre de paràsits que infesten el sistema digestiu. Els espècimens criats en captivitat solen estar sobrealimentats i mai han de ser alimentats amb aliments de la carn, la llet, el formatge, el gos i el gat, ous, pa, llet, cítrics, kiwi, enciam.
La base de la seva alimentació són les plantes silvestres: alfals, cards, dent de lleó, plantatge, trèvol, milfulles, lligabosc, romaní, fulles de morera, sàlvia, melissa, la xicoira, canonges, créixens, la xicoira amarga i la xicoira vermella són algunes de les verdures aptes per alimentar les tortugues gràcies a la seva riquesa en calci respecte al fòsfor i per les fibres que contenen. Altes dosis de proteïnes o de fòsfor juntament amb una minsa ingestió de calci provoquen deformacions permanents de la cuirassa i danys a òrgans interns 
Un símptoma evident de mala alimentació és una closca amb les escates punxegudes i estriades a les sutures, un fenomen conegut com a piramidalització. En canvi, una closca llisa i de forma ovalada indica una alimentació correcta.

## Etologia

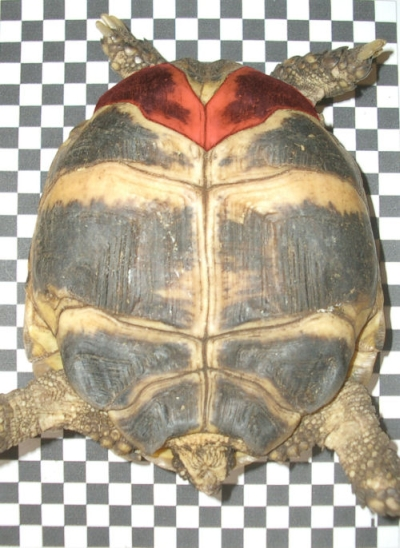
La zona del plastró està remarcada en vermell

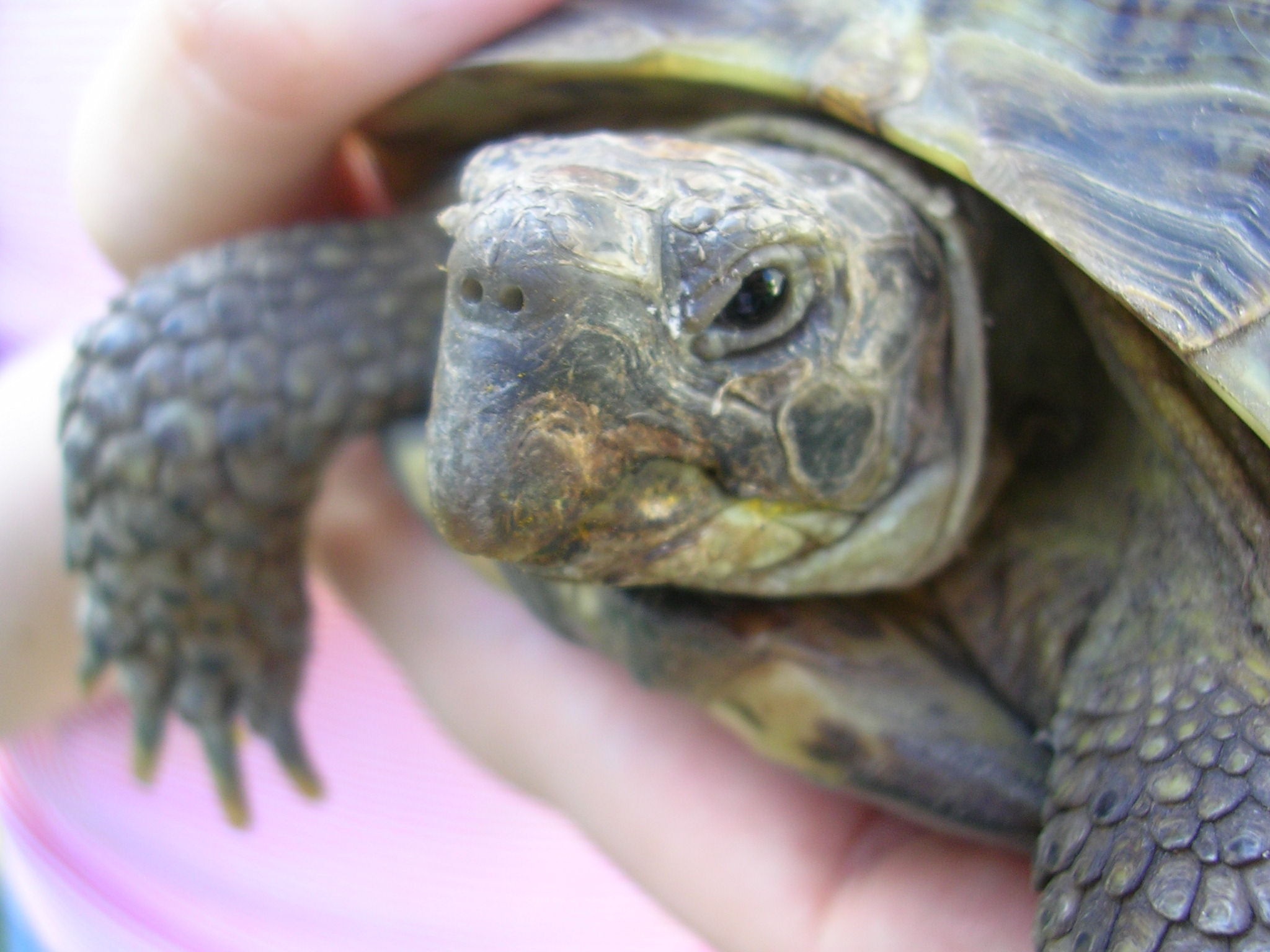
Detall del cap

Respecte de la seva etologia, les tortugues són animals ectotèrmics que s'exposen al sol durant les primeres hores del dia per tal d'escalfar el seu cos i accelerar les funcions metabòliques. L'exposició a la llum solar els permet absorbir els  raigs ultraviolats necessaris per la síntesi de la vitamina D. L'increment de temperatura corporal és necessari per activar els enzims implicats en la digestió. A temperatures atmosfèriques superiors a 27 °C, les tortugues es mostren apàtiques i excaven petits forats coberts per vegetació baixa o s'amaguen en petites esquerdes per tal de refrescar-se. Quan tornen a baixar les temperatures, tornen a l'activitat.
Longevitat
La tortuga d'Horsfield viu al voltant de 25-40 anys en el seu hàbitat, caracteritzat per un clima molt dur, però en captivitat pot arribar a ser centenària en condicions favorables.

### Sentits
Les tortugues tenen una vista excel·lent: saben distingir formes i colors i fins i tot poden reconèixer persones. Tenen un sentit de l'orientació molt precís, si se les mou uns centenars de metres del territori al qual pertanyen tornen en poc temps. Són molt sensibles a les vibracions del sòl encara que no tinguin un sentit desenvolupat. En canvi, l'olfacte està ben desenvolupat i té un paper important en la recerca d'aliment i de parelles sexuals.

### Hibernació i estivació

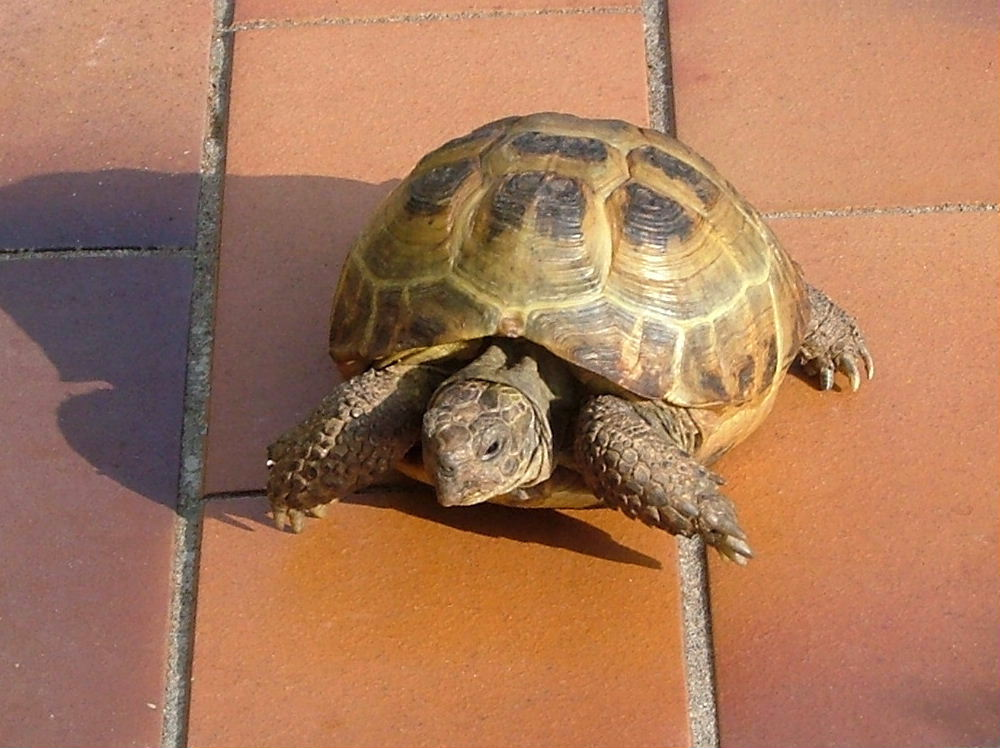
T. horsfieldii

El seu hàbitat es caracteritza per llargs hiverns freds i estius calorosos i sense pluges, s'activa només uns pocs mesos a l'any, sobretot a la primavera, quan aprofita per alimentar-se i reproduir-se. Les subespècies T.h. baluchiorum, T.h. kazakhstanica i T.h. horsfieldii tenen el seu període d'activitat d'abril a juliol, ja que tenen sovint un estiu calorós i sec seguit per un hivern llarg i frígid, van directament de l'estiu a la hibernació. Per evitar aquestes condicions ambientals adverses excaven profunds caus de fins a 2 metres per estivar o hivernar, per aquesta raó són conegudes com les "tortugues excavadores". T.h. rustamovi està activa des de maig fins a setembre, a l'estiu, perquè viu en zones muntanyoses fresques. Aquesta subespècie es refugia durant la hibernació excavant caus de fins a 3 metres de profunditat.
Els caus s'obtenen en sòls arenosos o argilosos en els períodes de pluja quan la terra s'estova, i al final tenen un espai per permetre als individus donar la volta. Sovint els caus són la llar de més tortugues, i s'agrupen diverses durant la hibernació. En les zones de condicions ambientals favorables hi ha caus propers uns dels altres. Per sobreviure a les dures condicions ambientals de la seva àrea de distribució, aquesta espècie pot suportar temperatures d'hibernació de - 08/04 °C, que proporcionen funcions dels líquids corporals amb anticongelant.
Per a altres autors, les temperatures mínimes de supervivència és de només 2 °C.
La temperatura òptima per a la hibernació és de 4 ° / 5 °C.
El despertar de la hibernació es produeix amb la temperatura del cos, de 8 ° / 10 °C.
A la tardor, amb la baixada de les temperatures, els rèptils deixen d'alimentar-se durant fins a vint dies per poder buidar completament l'intestí de restes de menjar. Es van tornant més apàtiques i, al novembre o desembre, segons la latitud, comencen a enterrar o refugiar-se en llocs protegits i cauen en un estat d'hibernació. La temperatura ideal per la hibernació és de 5 °C. Temperatures inferiors a 2 °C provoquen danys cerebrals o la mort, mentre que si són superiors a 10 °C porten la tortuga a un estat de subhibernació, perillós ja que l'animal consumeix més ràpidament les reserves de greix que li han de durar tot l'hivern. En estat natural, les tortugues s'enterren a una profunditat de vint centímetres.
La hibernació és una fase metabòlica vital per aquesta espècie, i l'únic que la pot impedir és una malaltia o una altra circumstància debilitant.
De fet, la principal causa de mort en el cas d'exemplars que han d'hibernar en espais interiors preparats per criadors aficionats és la temperatura, que és massa alta per permetre la hibernació però massa baixa perquè l'animal es continuï alimentant.
En una situació així, si es vol mantenir l'animal actiu, caldrà posar dins un terrari escalfat amb un punt càlid a 28 °C i un punt fresc i ombrejat a 18 °C, amb un substrat d'uns cinc centímetres de profunditat compost d'un 40 de torba oligotròfica, un 40 d'humus (sense fertilitzants ni pesticides) i un 20 de terra de riu. És essencial que hi hagi una làmpada de  raigs ultraviolats especial per rèptils, necessària per a la síntesi de vitamina D, vitamina implicada en el metabolisme del calci.
Si, en canvi, es prefereix una hibernació controlada, caldrà posar la tortuga en un contenidor protegit dels rosegadors amb una xarxa metàl·lica, ple del mateix tipus de substrat que es descriu al paràgraf anterior. El contenidor s'haurà de posar en un espai fosc amb temperatures entre 4 i 8 °C i una humitat ambiental d'aproximadament un 70%. Les tortugues es solen despertar al mes de març, quan les temperatures es tornen més càlides.

## Hàbitat

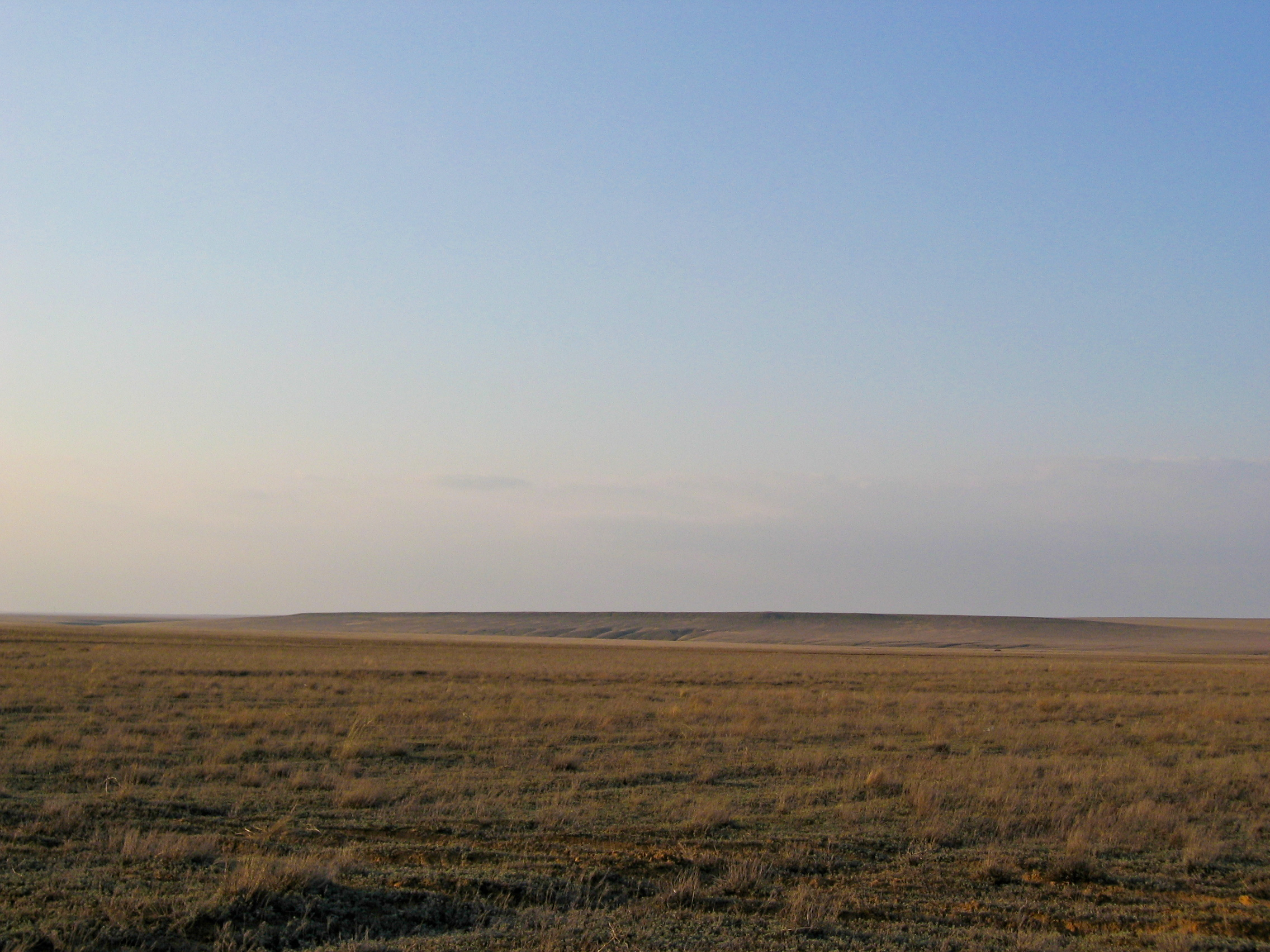
L'estepa del Kazakhstan a la primavera

T. horsfieldii viu a les estepes seques centreasiàtiques, però a prop de cursos d'aigua. Són de clima continental molt extrem, amb hiverns frígids amb temperatures sota zero i amb estius molt calorosos. Per aquesta raó és una tortuga que és activa pocs mesos a l'any, sobretot a la primavera, quan aprofita per alimentar-se i per reproduir-se. L'hàbitat de les subespècies T. h. baluchiorum, T. h. kazakhstanica i T. h. horsfieldii és l'estepa de sorra o argila, els marges dels deserts i praderies. En aquestes zones construeixen profunds caus de 2 o 3 metres de llarg on es refugien per estivar o hibernar, per això també se la coneix com la "tortuga excavadora". T. h. rustamovi viu a les zones muntanyoses (fins a 2500 m) de clima més fresc, i és més activa durant l'estiu.

## Curiositats
Entre 1968 i 1976 una dotzena d'exemplars de T. horsfieldii de la subespècie T. h. kazakhstanica van ser utilitzats en les proves de míssils de la Unió Soviètica i llançades a l'espai amb un coet.

## Conservació
L'espècie està greument amenaçada per la captura indiscriminada per satisfer la demanda de mascotes dels països importadors de la Unió Europea i dels Estats Units d'Amèrica. La captura com a aliment de la població local és marginal, ja que és una espècie comuna en països de fe islàmica. L'Alcorà inclou els rèptils entre els animals immunds que estan prohibits per a l'ús alimentari.

## Legislació
Inscrita en la Llista Vermella la T. horsfieldii, com totes les espècies del gènere Testudo, està inclosa en el  Convenció de Washington, CITES a l'Apèndix I, de manera que queda absolutament prohibida la captura d'exemplars salvatges i està reglamentada la cria i el comerç d'exemplars en captivitat.